# Росукрэнерго
«Ро̀су̀крэне́рго АГ» (RosUkrEnergo AG, RUE) — компания по перепродаже природного газа на территории Украины, а также Восточной и Центральной Европы, совместное предприятие (СП), которое в 2004—2009 гг. было посредником при поставках газа  в ЕС и Украину.

## Юрисдикция
Зарегистрирована в швейцарском кантоне Цуг в 2004 году как совместное предприятие двух финансовых организаций — группы «Газпромбанк» (которая владеет 50 % акций СП через зарегистрированную в Швейцарии компанию ARosgas Holding A.G.) и компании Centragas Holding, фактическими совладельцами которой являются граждане Украины Дмитрий Фирташ (90 %) и Иван Фурсин (10 %).
Уставный капитал — 35 000 долларов.

## Собственники и руководство
Акционеры компании RosUkrEnergo AG в равных долях (по 50 %) — ОАО «Газпром» и Centragas Holding AG; владельцы последней — граждане Украины Дмитрий Фирташ (90 %) и Иван Фурсин (10 %).
В компании RosUkrEnergo AG два исполнительных директора. Исполнительный директор от Centragas Holding AG — Дмитрий Глебко. Вторым исполнительным директором в мае 2008 был назначен Николай Дубик, сменивший учившегося в одной группе с Дмитрием Медведевым выходца из КГБ Константина Чуйченко, который был назначен помощником Президента России — начальником контрольного управления Президента России.

## История
Компания была создана в июле 2004 года с целью заменить компанию «Eural TransGas» как посредника «Газпрома» в транспортировке туркменского газа через территорию России. Договорённость о создании этой компании была заключена при участии тогдашнего премьер-министра Украины Виктора Януковича, правительства России, руководства НАК «Нафтогаз Украины» и «Газпрома».
Согласно договорённостям «Газпрома» и Украины, схема поставок газа будет кардинальным образом изменена с 1 января 2009 года. Была достигнута договорённость о прекращении продажи газа через «РосУкрЭнерго» и об их осуществлении через новое совместное предприятие «Газпрома» и «Нафтогаза Украины», в котором сторонам будет принадлежать по 50 %.
26 февраля 2006 года совет директоров ОАО «Газпром» согласовал приобретение у дочерней структуры «Газпромбанка» 50 % акций «РосУкрЭнерго АГ».
7 июля 2014 российский «Газпром» и австрийская Centragas Holding AG, подконтрольная украинскому бизнесмену Дмитрию Фирташу, приняли решение о ликвидации компании РосУкрЭнерго AG (RUE, Швейцария).

## Деятельность
Основное направление деятельности компании — транзит и продажа среднеазиатского газа на Украину и в Восточную и Центральную Европу.

### Закупка газа
Согласно «Соглашению об урегулировании отношений в газовой промышленности» от 4 января 2006 года компания должна была закупить:
- 41 млрд м³ туркменского газа у ООО «Газэкспорт» и «Нафтогаз Украины»,
- до 7 млрд м³ узбекского газа у ООО «Газэкспорт»,
- до 8 млрд м³ казахского газа у ООО «Газэкспорт»,
- до 17 млрд м³ российского газа, подлежащего закупке у ОАО «Газпром».

В апреле 2006 компания приобрела 74,9 % акций Астраханской нефтегазовой компании, владеющей лицензией на разработку правобережной части Астраханского газоконденсатного месторождения с запасами 220 млрд м³ газа и 20 млн т нефти.
До 2009 года компания покупала у «Газпрома» 60 млрд м³ газа в год.

### Поставка газа
С 1 января 2005 года компания занималась поставками туркменского газа на Украину. Эта же компания с 1 марта 2005 поставляет туркменский газ в Польшу. По оценкам аналитиков, в 2005 году RUE поставила около 50 млрд кубометров газа Украине и около 44 млрд кубометров — Польше по средней цене $85–90 за тысячу кубометров. По данным «Газпрома», выручка RUE за 2005 год составила $3,7 млрд, чистая прибыль — $659 млн. Контракт на поставку газа в Польшу заканчивается в 2009 году.
С 2006 года в соответствии с газовым соглашением между Россией и Украиной используется для поставок российского и всего среднеазиатского газа на территорию Украины — см. Газовый конфликт между Россией и Украиной (2005—2006). Также «РосУкрЭнерго АГ» получила контракты на поставку до 17 млрд кубометров туркменского газа в страны Европы.
До 2009 года ежегодные поставки «Нафтогазу Украины» составляли 50 млрд м³.

### Порядок расчётов
«Нафтогаз» рассчитывался за поставленный газ с РосУкрЭнерго, а РосУкрЭнерго — с «Газпромом».

### Финансовые результаты
Выручка компании за 2006 год составила $7,1 млрд, чистая прибыль — $785,4 млн.
Прибыль компании за три года составила 2,5 млрд швейцарских франков, налогов в швейцарский бюджет заплачено на сумму 228 млн.
По словам Дмитрия Фирташа за три года работы (в 2005—2008 годах) компания дотировала Украину на $5 млрд.

## Обвинения

### 2005 год
27 июля 2005 тогдашний руководитель Службы безопасности Украины (СБУ) Александр Турчинов сообщил о наличии у него косвенных доказательств того, что компания РосУкрЭнерго косвенно контролируется Семёном Могилевичем — экономистом из Киева, с начала 1970-х связанным с российскими организованными преступными группировками, в 1990 эмигрировавшим в Израиль, а затем переехавшим в Венгрию и имеющим гражданство России, Украины, Израиля и Венгрии. Могилевич разыскивается ФБР за предполагаемое участие в махинациях с акциями, рэкете, мошенничестве и отмывании денег, финансировании транспортировки оружия и наркотиков. В «Газпроме» и «Нафтогазе Украины» утверждали, что Могилевич не имеет отношения к RUE и что им не известны имена бенефициаров, скрывающихся за Raiffeisen Investment. Несмотря на то, что создание Rosukrenergo было согласовано президентами России и Украины, и Владимир Путин, и Виктор Ющенко также утверждали, что не знают бенефициаров этой компании.
После «Оранжевой революции» украинские власти поставили под вопрос прозрачность работы RUE и заявили о желании выкупить долю Raiffeisen. Сделка, однако, так и не состоялась. Тогда в июне 2005 Александр Турчинов заявил, что деятельность обоих посредников — Eural TransGas и RosUkrEnergo — сопровождалась «серьёзнейшими злоупотреблениями», из-за чего украинский бюджет потерял свыше $1 млрд, а по выявленным фактам «возбуждён ряд уголовных дел».
В конце декабря 2005 года бывший премьер Украины Юлия Тимошенко обвинила РосУкрЭнерго в газовом дефиците на Украине, заявив, что с помощью данной компании бывшее руководство страны и компании «Нафтогаз» отмывают деньги. По её мнению, в создании РосУкрЭнерго участвовали бывшие руководители НАК «Нафтогаз».

### 2006 год
21 апреля 2006 газета The Wall Street Journal со ссылкой на несколько информированных источников в Европе и США сообщила, что Министерство юстиции США начало расследование деятельности компании Rosukrenergo. Следователи отдела по борьбе с организованной преступностью министерства в Вашингтоне встретились с представителями Rosukrenergo и её соучредителя — Raiffeisen Investment. Следователей интересовала структура собственности компании.
26 апреля 2006 газета «Известия» опубликовала выдержки из аудиторского заключения, в котором бенефициарами 50 % РосУкрЭнерго (через компанию Centragas Holding) указаны граждане Украины Дмитрий Фирташ (90 %) и Иван Фурсин (10 %). Raiffeisen Zentralbank подтвердил эту информацию.

### 2008 год
17 марта 2008 один из лидеров СПС России Борис Немцов в интервью УНИАН в Брюсселе сказал: «Когда РосУкрЭнерго создавался, учредителем был Газпромбанк. Так вот, Газпромбанк Газпрому не принадлежит, он принадлежит друзьям Президента России Владимира Путина братьям Михаилу и Юрию Ковальчукам. Газпромбанк был на старте учредителем, потом ничего не сделав, продал свою долю Газпрому, внимание, за сумму 2 млрд 400 млн евро. Хорошая афера?». «Это супер-афера, то есть люди из воздуха заработали 2,4 млрд евро. Причем многие считают, что Газпромбанк принадлежит Газпрому — это неправда», — добавил он.

### 2009 год
14 января 2009 года премьер-министр Украины Юлия Тимошенко сделала заявление, что переговоры между НАК «Нефтегаз Украины» и ОАО «Газпром» о поставках российского газа на Украину были сорваны украинскими политиками из-за попытки сохранить RosUkrEnergo в качестве посредника.